# يان كلايتون
يان كلايتون (بالإنجليزية: Ian Clayton)‏ هو مقدم تلفزيوني بريطاني، ولد في 4 سبتمبر 1959.

## وصلات خارجية
- يان كلايتون على موقع IMDb (الإنجليزية)